# Salvia madrensis
Salvia madrensis , é uma espécie de planta pertencente à família das lamiáceas.

## Distribuição e habitat
Salvia madrensis é uma planta com flores amarelas originaria da Sierra Madre Oriental, no México , crescendo a 1.300-1.800 metros de altura em áreas quentes e húmidas.

## Descrição
Salvia madrensis passa a primeira parte da temporada de crescimento, atingindo os caules 120-210 cm de altura, que são grossos (5 cm) e quadrados. As folhas são ásperas, em forma de coração de cor verde e estão amplamente espaçadas no caule, maiores na parte inferior e mais  pequenas na parte superior, dando uma cobertura exuberante à planta. Numerosas inflorescências estão cobertas de flores de cor amarela que se encontram em verticilos. Os cálices são aromáticas e cobertos de glándulas pegajosas. A floração começa no final de Agosto, com uma duração até às geadas.

## Taxonomia
Salvia madrensis foi descrita por Berthold Carl Seemann e publicado em The Botany of the Voyage of H.M.S. ~Herald~ 327, t. 70. 1856.
Etimologia

Salvia: nome latino da "salvia", que procede do latín salvus, que significa "saúde" ou salveo, que significa "curar", aludindo às virtudes medicinais das plantas deste género.
madrensis: epíteto  específico refere-se às altas montanhas onde cresce, na Sierra Madre Oriental.